# Bryn Mawr (Pennsylvania)
Bryn Mawr ([bɾɪn maueɾ], walisisch für „großer Hügel“) ist ein Census-designated place (CDP) in Montgomery und Delaware Countys  im US-Bundesstaat Pennsylvania. Es liegt westlich von Philadelphia an der Lancaster Avenue (US-30). Bryn Mawr befindet sich in der Mitte des sogenannten Main Line, einer Gruppe von malerischen und wohlhabenden Philadelphia-Vororten, die sich von der Stadtgrenze von Philadelphia bis Malvern erstreckt. Laut der Volkszählung von 2020 hatte der Ort 5879 Einwohner. Bryn Mawr ist bekannt für das Bryn Mawr College.

## Geschichte
Bryn Mawr bedeutet auf Walisisch großer Hügel. Der Name geht zurück auf ein Anwesen in der Nähe von Dolgellau in Nordwales, auf der sich die Farm des Quäkers Rowland Ellis befand, der 1686 religiös verfolgt wurde und nach Pennsylvania auswanderte.
Ursprünglich hieß die Stadt Humphreysville. 1869 wurde die Stadt vom Eisenbahn-Agenten William H. Wilson umbenannt, nachdem er die 1,15 km² große Stadt für die Pennsylvania Railroad erworben hatte.

## Geografie
Nach Angaben des United States Census Bureau hat der Ort eine Landfläche von 1,6 km². Jedoch umfasst Bryn Mawrs Postleitzahl (19010) ein größeres Gebiet und folglich wird die geografische Bezeichnung Bryn Mawr häufiger verwendet.

## Demografische Daten
Laut der Volkszählung im Jahr 2000 wohnten 4382 Personen in 1404 Haushalten und 525 Familien in Bryn Mawr. Die Bevölkerungsdichte betrug 2728,9 pro km². Die Ortschaft bestand aus 1481 Wohneinheiten mit einer durchschnittlichen Dichte von 922,3 pro km².
In den 1404 Haushalten lebten in 13,5 % der Fälle Kinder unter 18 Jahren, 26,8 % waren verheiratete Paare, 8,9 % waren alleinerziehende Mütter und 62,6 % waren keine Familien. 41,1 % waren Einpersonenhaushalte, in 13,7 % der Fälle war diese Personen 65 Jahre oder älter. Die durchschnittliche Haushaltsgröße betrug 2,07 und die durchschnittliche Familiengröße 2,79 Personen.
Etwa 8,4 % der Bevölkerung war jünger als 18 Jahre, 48,1 % waren 18 bis 24 Jahre alt, 21,0 % 25 bis 44 Jahre alt, 12,1 % waren 45 bis 64 Jahre alt und 10,5 % waren 65 Jahre alt oder älter. Das Durchschnittsalter betrug 22 Jahre. Auf jeweils 100 Frauen kamen 46,5 Männer. Auf jeweils 100 Frauen im Alter von 18 Jahren und darüber kamen 42,4 Männer.

## Bekannte Einwohner
- Eric George Adelberger (* 1938), experimenteller Kernphysiker und Gravitationsphysiker
- Julius W. Becton Jr. (1926–2023), Generalleutnant der United States Army
- Philip Benfey (1953–2023), Pflanzen-Genetiker und -Entwicklungsbiologe
- James Hadley Billington (1929–2018), Direktor der Library of Congress
- John Bogle (1929–2019), Gründer und ehemaliger CEO von The Vanguard Group
- Avis Bohlen (* 1940), Diplomatin
- Neal Boortz (* 1945), Autor und Radiomoderator
- Fran Crippen (1984–2010), Schwimmer
- Bret Curtis (* 1966), Unternehmer und Autorennfahrer
- Kat Dennings (* 1986), Schauspielerin
- Samuel Ewing (1906–1981), Hockeyspieler
- Drew Gilpin Faust (* 1947), Historikerin zum amerikanischen Bürgerkrieg und erste Präsidentin der Harvard University, graduierte am Bryn Mawr College
- Hanna Holborn Gray (* 1930), Historikerin zur deutschen Geschichte und erster weiblicher Präsident der University of Chicago, graduierte am Bryn Mawr College
- Edith Hamilton (1867–1963), Altphilologin, graduierte und lehrte am Bryn Mawr College
- Philip Hart (1912–1976), Jurist und Politiker
- Katharine Hepburn (1907–2003), Schauspielerin und vierfache Oscar-Gewinnerin, graduierte am Bryn Mawr College
- Elizabeth Hoffman (* 1946), Ökonomin
- Kathy Jordan (* 1959), Tennisspielerin
- Jed Levy (* 1958), Jazzmusiker
- Jayne Mansfield (1933–1967), Schauspielerin
- Jacqueline Mars (* 1940), Erbin von Mars Incorporated
- Anita Miller (* 1951), Hockeyspielerin
- Agnes Nixon (1922–2016), Schöpfer von All My Children und One Life to Live
- Emmy Noether (1882–1935), deutsche Mathematikerin
- Teddy Pendergrass (1950–2010), Sänger
- Kenneth Radnofsky (* 1953), klassischer Saxophonist und Musikpädagoge
- Richard Swett (* 1957), Kongressabgeordneter
- Emlen Tunnell (1925–1975), NFL-Spieler für die New York Giants und Green Bay Packers, Mitglied der Pro Football Hall Of Fame
- Woodrow Wilson (1856–1924), 28. Präsident der Vereinigten Staaten, lehrte Staatslehre am Bryn Mawr College, bevor er an die Princeton University ging und später Gouverneur von New Jersey wurde[5]
- Janny Wurts (* 1953), Fantasy-Autorin und Illustratorin
- Warren Zevon (1947–2003), Musiker